# Branden på Tattersall

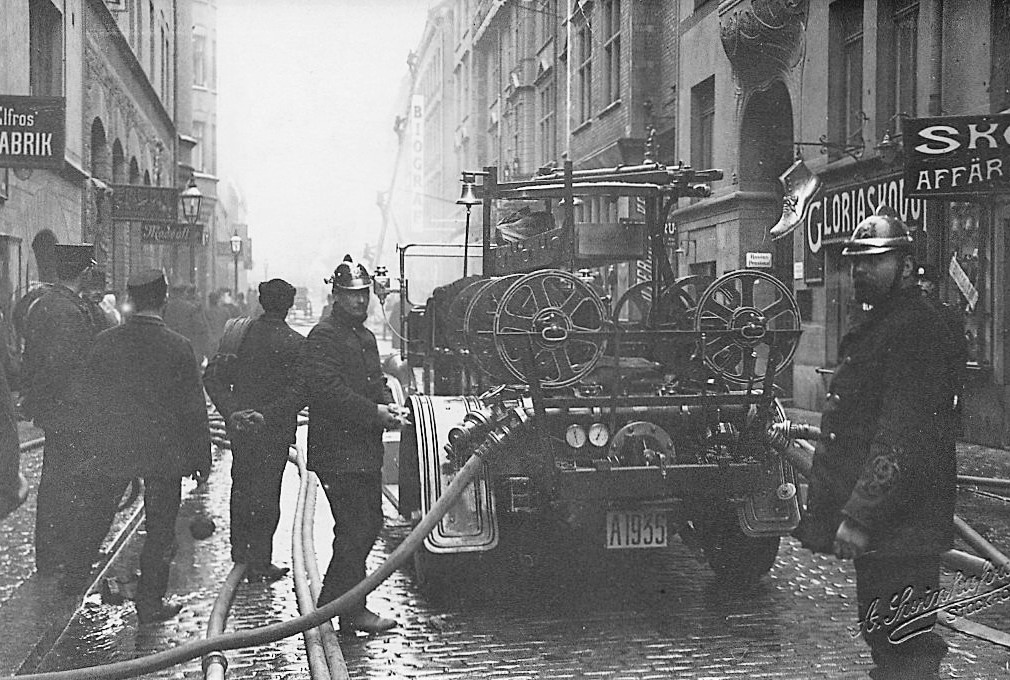
Automobilsprutan.

Branden på Tattersall ägde rum den 18 mars 1913 och förstörde stora delar av fastigheten Riddaren 10, mera känt som Tattersall, belägen vid Grev Turegatan 12–16 på Östermalm i Stockholm. Branden på Tattersall kom att omtalas som den mest dramatiska i Stockholm på decennier.

## Brandförloppet

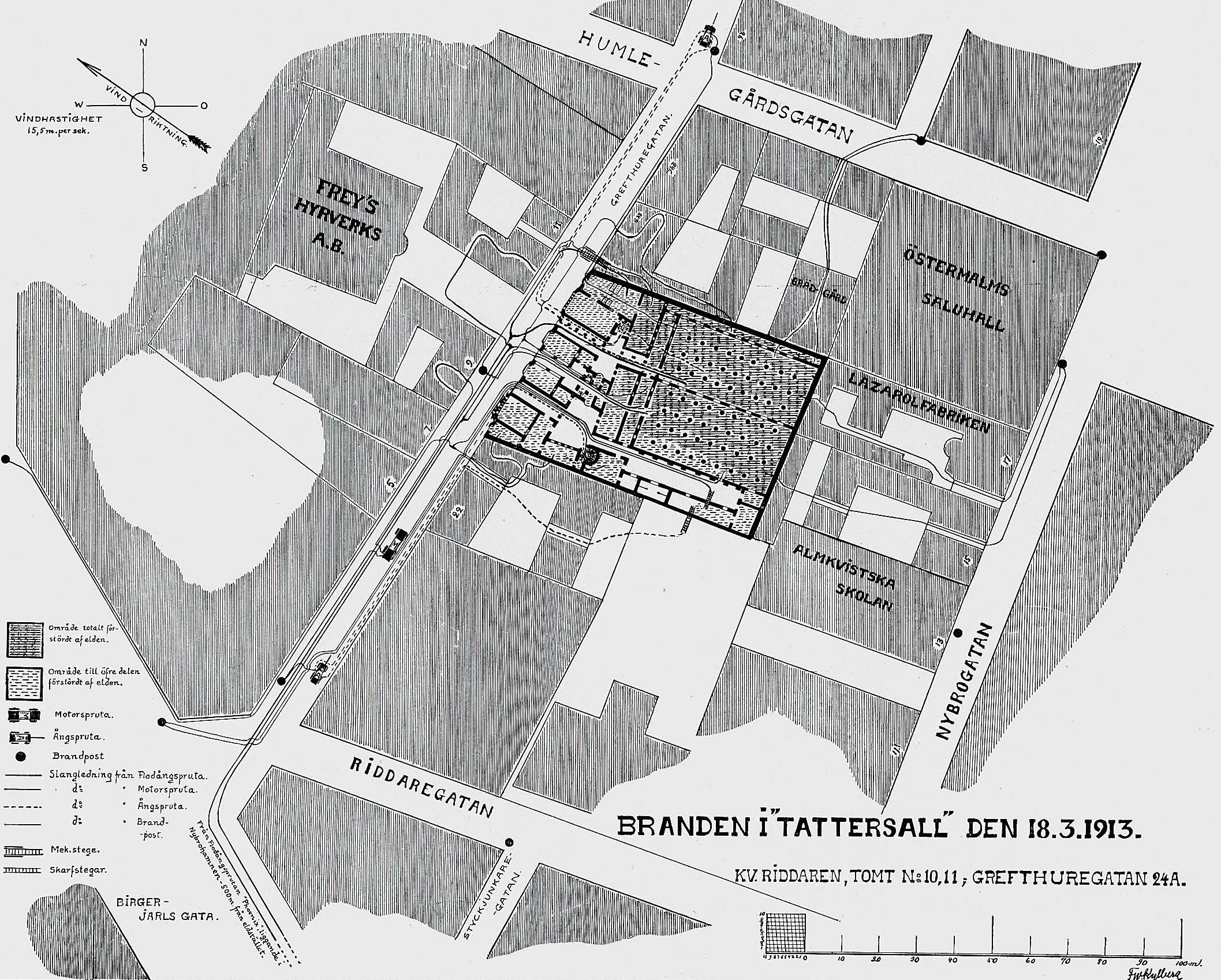
Karta över området med fastigheten och slangdragningar den 18 mars 1913.

Den 18 mars 1913 utbröt en våldsam eldsvåda på Tattersall vid Grev Turegatan 12–16. Byggnaden uppfördes 1898–1899 som en exklusiv ridanläggning med festsalar, restaurang, velociped- och lawntennisbana. Verksamheten gick dock redan efter två år i konkurs.
Här hade Nordiska Kompaniet sedan 1903 en filial med verkstäder, magasin och butiksutställning för varuhusets möbel- och sängklädesavdelning. Själva varuhuset låg då fortfarande i KM Lundbergs byggnad vid Stureplan 3. Branden utbröt genom gnistbildning i en av varuhusets tapetserarverkstäder. Elden spred sig snabb i den komplicerade byggnaden. Det stormade dessutom vilket försvårade släckningen och hundratals nyfikna hindrade släckningsarbetena. 
Brandförsvarets nya automobilspruta (Stockholms första) kom till insats och den nyanskaffade Sjöångsprutan Phoenix beordrades till Nybroviken för att pumpa släckvatten till brandplatsen, en sträcka på drygt 500 meter. Kungsholmens brandstation bistod med omfattande slangdragningar som kopplades till brandposter på Grev Turegatan, Humlegårdsgatan, Nybrogatan och Birger Jarlsgatan.

## Skador och följder
Trots omfattande insatser från flera brandkårer dröjde det cirka sex timmar att få elden under kontroll och två dagar tills insatsen kunde avslutas helt. Hela NK:s möbellager och utställning brann upp, gårdsbyggnaderna med ridanläggningen totalförstördes och gatubyggnadens vindsvåning med velociped- och lawntennisbana likaså. Även övriga delar av det stora byggnadskomplexet hade fått betydande skador. Inga människoliv hade gått förlorade.
Tattersalls ridanläggning återställdes aldrig utan gjorde plats för en planterad innergård och ett bostadshus i östra delen av tomten (dagens Grev Turegatan 12A-12D). Huvudbyggnaden mot Grev Turegatan reparerades och fick nya funktioner. Anläggningen övertogs 1919 av Kungliga Ingenjörsvetenskapsakademien som än idag har sina lokaler i byggnaden.

## Bilder

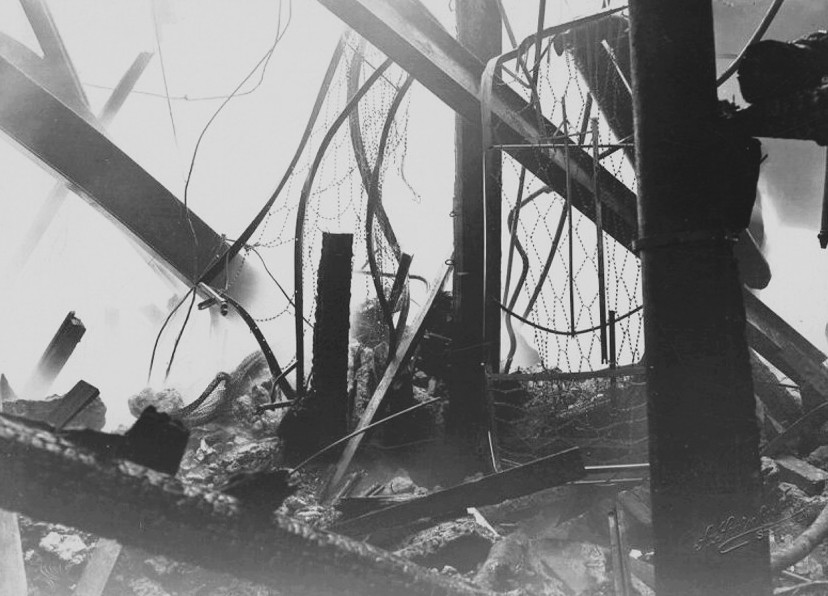
Ridhallens kollapsade takkonstruktion.
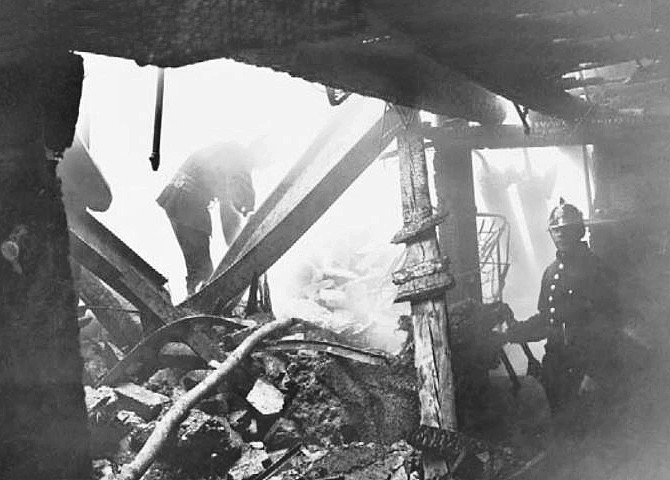
Pågående släckningsarbeten.
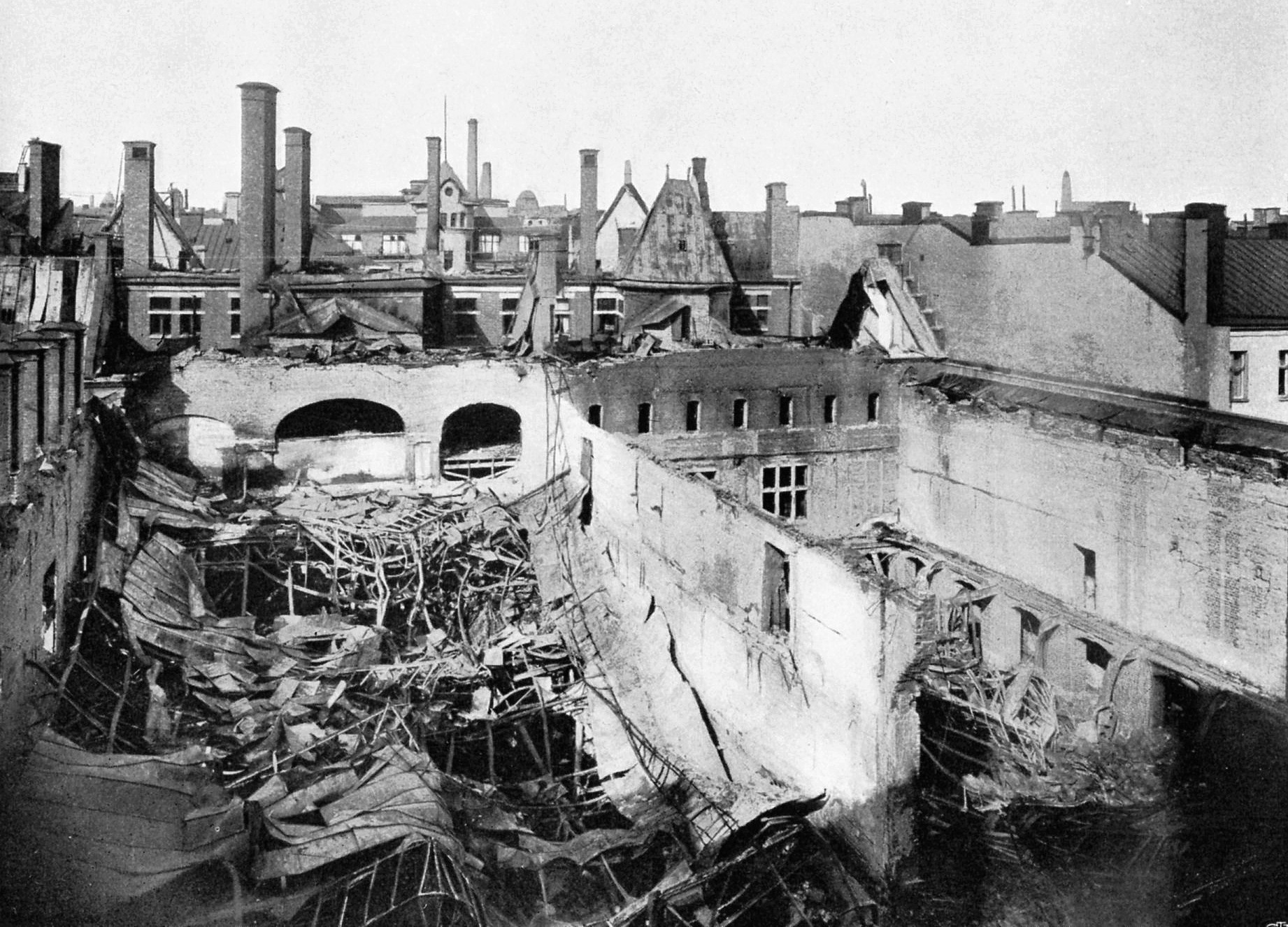
Den nerbrunna ridanläggningen.
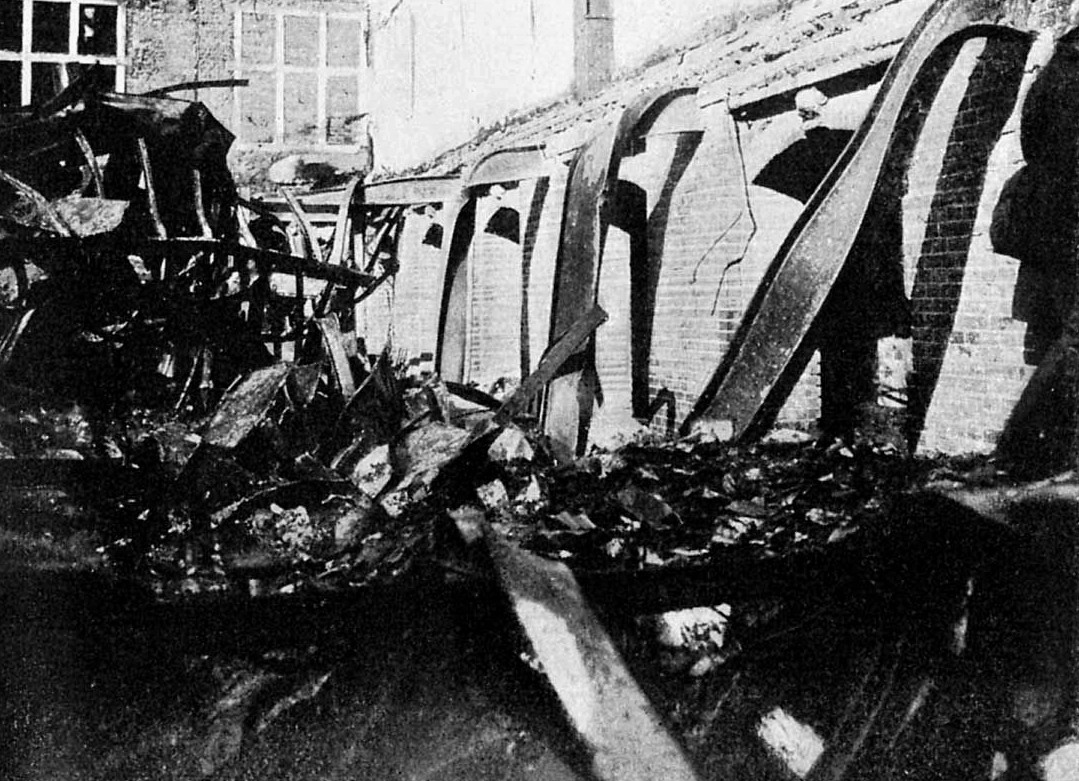
Ridhallens oskyddade järnkonstruktion efter branden.